# Nastus
Nastus é um género botânico pertencente à família Poaceae.
O gênero apresenta aproximadamente 90 espécies.
Na classificação taxonômica de Jussieu (1789), Nastus é o nome de um gênero botânico,  ordem  Gramineae,  classe Monocotyledones com estames hipogínicos.

## Principais espécies
- Nastus borbonicus
- Nastus elatus
- Nastus obtusus